# Кроуфорд, Кэрол
Кэрол Джоан Кроуфорд (англ. Carole Joan Crawford; 13 февраля 1943, Кингстон — 18 декабря 2024) — победительница конкурса Мисс Мира 1963, на котором представляла Ямайку. Хотя её рост 5 футов 3 дюйма (160 см) оказался ниже официальных стандартов конкурса «Мисс Мира», ей всё же разрешили участвовать, потому что она стала первой представительницей Ямайки на конкурсе. Конкурс прошёл в Лондоне, Великобритания. Она носила специально разработанный купальник с высоким воротником, чтобы выглядеть выше ростом.
Её возвращение на Ямайку после исторической победы в Лондоне вызвало огромный праздник. «Приём, когда я вернулась, был просто фантастическим. Аэропорт был наполнен людьми, приветствующими меня. Правительство выпустило миллионы памятных марок с моим изображением в купальнике. Были приёмы с сэром Александром Бустаменте и генерал-губернатором сэром Клиффорд Кэмпбелл и его женой. Мне преподнесли золотой ключ от города Кингстона».
Умерла 18 декабря 2024 года в возрасте 81 года.